# Joqarǵi Keńes

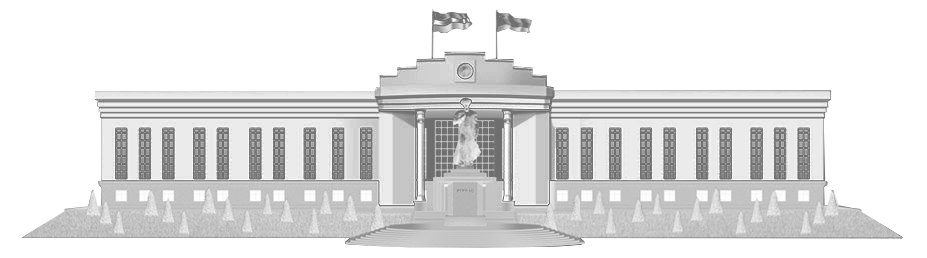
Logo

Das Joqarǵi Keńes (karakalpakisch für Oberster Rat, usbekisch Jo'qorg'i Kenges, kyrillisch Жўқорғи Кенгес) ist das Einkammerparlament und höchstes gesetzgebendes Organ der Autonomen Republik Karakalpakstan in Usbekistan. Die Kammer hat 65 Abgeordnete, die alle 5 Jahre gewählt werden. Ein Abgeordneter muss Bürger Karakalpakistans sein und mindestens 25 Jahre alt sein. Der Vorsitzende ist höchster Beamter Karakalpakistans. 1994 wurden die ersten Wahlen abgehalten. Der Parlamentssitz befindet sich in Nukus.

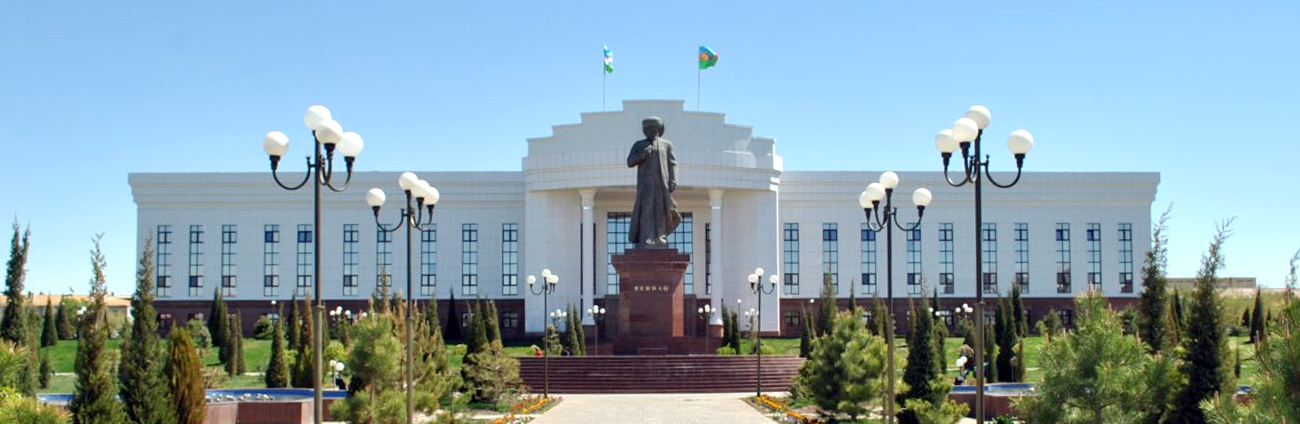
Der Parlamentssitz in Nukus mit Statue von Berdaq

## Zusammensetzung
Die letzte Wahl fand 2019 statt. An der Wahl beteiligten sich 771.494 Karakalpaken.
325 Personen kandidierten für die Wahl in das Joqargi Kenes. In das Parlament gewählt wurden 19 Abgeordnete der Liberaldemokratischen Partei, 14 Abgeordnete der Demokratischen Partei Milliy Tiklanish, 6 Abgeordnete der Sozialdemokratischen Partei Adolat, 16 Abgeordnete der Demokratischen Volkspartei und 10 Abgeordnete der Ökologischen Partei.  Von den 65 Abgeordneten sind 45 Männer und 20 Frauen.